# Groupe B des éliminatoires du Championnat d'Europe de football 2012

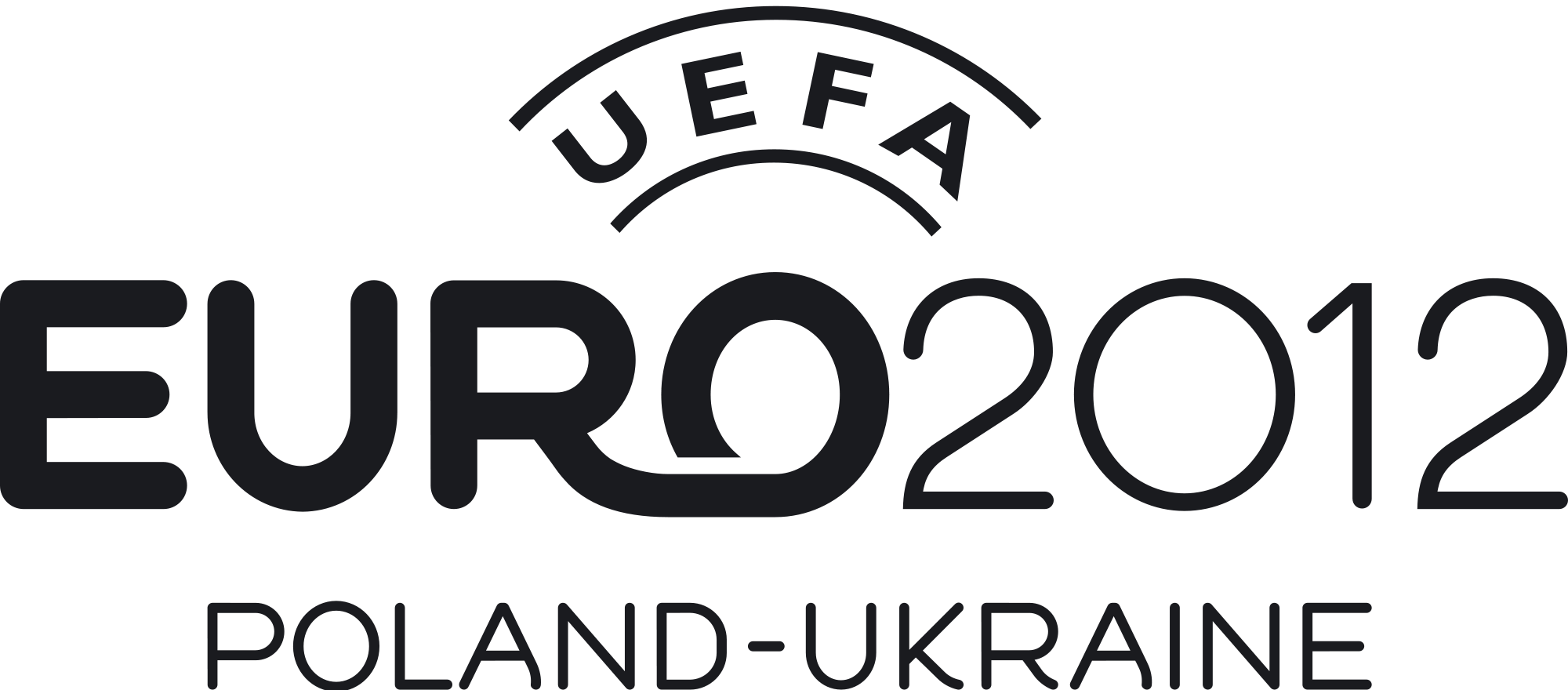
Logo de l'euro 2012 de l'UEFA

Cet article donne les résultats des matches du groupe B des éliminatoires de l'Euro 2012.

## Classement
| Rang | Équipe               | Pts | J  | G | N | P  | Bp | Bc | Diff |  | Résultats (▼ dom., ► ext.) | Drapeau de la Russie | Drapeau de l'Irlande | Drapeau de l'Arménie | Drapeau de la Slovaquie | Drapeau de la Macédoine du Nord | Drapeau d'Andorre |
| ---- | -------------------- | --- | -- | - | - | -- | -- | -- | ---- |  | -------------------------- | -------------------- | -------------------- | -------------------- | ----------------------- | ------------------------------- | ----------------- |
| 1    | Russie               | 23  | 10 | 7 | 2 | 1  | 17 | 4  | +13  |  | Russie                     |                      | 0-0                  | 3-1                  | 0-1                     | 1-0                             | 6-0               |
| 2    | République d'Irlande | 21  | 10 | 6 | 3 | 1  | 15 | 7  | +8   |  | République d'Irlande       | 2-3                  |                      | 2-1                  | 0-0                     | 2-1                             | 3-1               |
| 3    | Arménie              | 17  | 10 | 5 | 2 | 3  | 22 | 10 | +12  |  | Arménie                    | 0-0                  | 0-1                  |                      | 3-1                     | 4-1                             | 4-0               |
| 4    | Slovaquie            | 15  | 10 | 4 | 3 | 3  | 7  | 10 | -3   |  | Slovaquie                  | 0-1                  | 1-1                  | 0-4                  |                         | 1-0                             | 1-0               |
| 5    | Macédoine            | 8   | 10 | 2 | 2 | 6  | 8  | 14 | -6   |  | Macédoine                  | 0-1                  | 0-2                  | 2-2                  | 1-1                     |                                 | 1-0               |
| 6    | Andorre              | 0   | 10 | 0 | 0 | 10 | 1  | 25 | -24  |  | Andorre                    | 0-2                  | 0-2                  | 0-3                  | 0-1                     | 0-2                             |                   |

La Russie est qualifiée.
L'Irlande est barragiste.

## Résultats et calendrier
| 1re journée                | Arménie | 0 – 1   | République d'Irlande | Stade Hanrapetakan, Erevan                  |                                             |
| 3 septembre 2010 17:00 CET |         | (0 - 0) | Fahey 76e            | Spectateurs : 8 682 Arbitrage : Zsolt Szabo | Spectateurs : 8 682 Arbitrage : Zsolt Szabo |
| 3 septembre 2010 17:00 CET | Rapport |         |                      | Spectateurs : 8 682 Arbitrage : Zsolt Szabo | Spectateurs : 8 682 Arbitrage : Zsolt Szabo |

| 3 septembre 2010 | Andorre | 0 – 2   | Russie                    | Estadi Comunal, Andorra la Vella         |                                          |
| 18:30 CET        |         | (0 - 1) | Pogrebniak 14e 64e (pen.) | Spectateurs : 250 Arbitrage : Marco Borg | Spectateurs : 250 Arbitrage : Marco Borg |
| 18:30 CET        | Rapport |         |                           | Spectateurs : 250 Arbitrage : Marco Borg | Spectateurs : 250 Arbitrage : Marco Borg |

| 3 septembre 2010 | Slovaquie     | 1 – 0   | Macédoine | Štadión Pasienky, Bratislava                      |                                                   |
| 20:30 CET        | Hološko 90+1e | (0 - 0) |           | Spectateurs : 5 980 Arbitrage : Claudio Circhetta | Spectateurs : 5 980 Arbitrage : Claudio Circhetta |
| 20:30 CET        | Rapport       |         |           | Spectateurs : 5 980 Arbitrage : Claudio Circhetta | Spectateurs : 5 980 Arbitrage : Claudio Circhetta |

| 2e journée                 | Russie  | 0 – 1   | Slovaquie | Lokomotiv Stadium, Moscou                           |                                                     |
| 7 septembre 2010 17:00 CET |         | (0 - 1) | Stoch 27e | Spectateurs : 28 000 Arbitrage : Frank De Bleeckere | Spectateurs : 28 000 Arbitrage : Frank De Bleeckere |
| 7 septembre 2010 17:00 CET | Rapport |         |           | Spectateurs : 28 000 Arbitrage : Frank De Bleeckere | Spectateurs : 28 000 Arbitrage : Frank De Bleeckere |

| 7 septembre 2010 | Macédoine                            | 2 – 2   | Arménie                           | Philip II Arena, Skopje                        |                                                |
| 20:00 CET        | Ǵurovski 42e · Naumoski 90+6e (pen.) | (1 - 1) | Movsisyan 41e · Manucharyan 90+1e | Spectateurs : 9 000 Arbitrage : Espen Berntsen | Spectateurs : 9 000 Arbitrage : Espen Berntsen |
| 20:00 CET        | Rapport                              |         |                                   | Spectateurs : 9 000 Arbitrage : Espen Berntsen | Spectateurs : 9 000 Arbitrage : Espen Berntsen |

| 7 septembre 2010 | République d'Irlande                | 3 – 1   | Andorre      | Dublin Arena, Dublin                              |                                                   |
| 20:45 CET        | Kilbane 15e · Doyle 41e · Keane 54e | (2 - 1) | Martínez 45e | Spectateurs : 40 283 Arbitrage : Leontios Trattou | Spectateurs : 40 283 Arbitrage : Leontios Trattou |
| 20:45 CET        | Rapport                             |         |              | Spectateurs : 40 283 Arbitrage : Leontios Trattou | Spectateurs : 40 283 Arbitrage : Leontios Trattou |

| 3e journée               | Arménie                                        | 3 – 1   | Slovaquie | Stade Hanrapetakan, Erevan |                            |
| 8 octobre 2010 17:00 CET | Movsisyan 23e · Ghazaryan 50e · Mkhitaryan 89e | (1 - 1) | Weiss 37e | Arbitrage : Daniele Orsato | Arbitrage : Daniele Orsato |
| 8 octobre 2010 17:00 CET | Rapport                                        |         |           | Arbitrage : Daniele Orsato | Arbitrage : Daniele Orsato |

| 8 octobre 2010 | Andorre | 0 – 2   | Macédoine                | Estadi Comunal, Andorra la Vella |                               |
| 19:00 CET      |         | (0 - 1) | Naumoski 42e · Šikov 60e | Arbitrage : Gediminas Mazeika    | Arbitrage : Gediminas Mazeika |
| 19:00 CET      | Rapport |         |                          | Arbitrage : Gediminas Mazeika    | Arbitrage : Gediminas Mazeika |

| 8 octobre 2010 | République d'Irlande        | 2 – 3   | Russie                                     | Dublin Arena, Dublin   |                        |
| 20:45 CET      | Keane 72e (pen.) · Long 78e | (0 - 2) | Kerjakov 11e · Dzagoïev 29e · Chirokov 50e | Arbitrage : Kevin Blom | Arbitrage : Kevin Blom |
| 20:45 CET      | Rapport                     |         |                                            | Arbitrage : Kevin Blom | Arbitrage : Kevin Blom |

| 4e journée                | Arménie                                                      | 4 – 0   | Andorre | Stade Hanrapetakan, Erevan  |                             |
| 12 octobre 2010 17:00 CET | Ghazaryan 4e · Mkhitaryan 16e · Movsisyan 33e · Pizzelli 52e | (3 - 0) |         | Arbitrage : Tomasz Mikulski | Arbitrage : Tomasz Mikulski |
| 12 octobre 2010 17:00 CET | Rapport                                                      |         |         | Arbitrage : Tomasz Mikulski | Arbitrage : Tomasz Mikulski |

| 12 octobre 2010 | Slovaquie  | 1 – 1   | République d'Irlande | Pod Dubňom, Žilina                   |                                      |
|                 | Ďurica 36e | (1 - 1) | St Ledger 16e        | Arbitrage : Alberto Undiano Mallenco | Arbitrage : Alberto Undiano Mallenco |
|                 | Rapport    |         |                      | Arbitrage : Alberto Undiano Mallenco | Arbitrage : Alberto Undiano Mallenco |

| 12 octobre 2010 | Macédoine | 0 – 1   | Russie      | Philip II Arena, Skopje        |                                |
|                 |           | (0 - 1) | Kerjakov 8e | Arbitrage : Stefan Johannesson | Arbitrage : Stefan Johannesson |
|                 | Rapport   |         |             | Arbitrage : Stefan Johannesson | Arbitrage : Stefan Johannesson |

| 5e journée   | République d'Irlande   | 2 – 1   | Macédoine      |                        |                        |
| 26 mars 2011 | McGeady 2e · Keane 21e | (2 - 1) | Trickovski 45e | Arbitrage : István Vad | Arbitrage : István Vad |
| 26 mars 2011 | Rapport                |         |                | Arbitrage : István Vad | Arbitrage : István Vad |

| 26 mars 2011 | Andorre | 0 – 1   | Slovaquie |                            |                            |
|              |         | (0 - 1) | Šebo 21e  | Arbitrage : Menashe Masiah | Arbitrage : Menashe Masiah |
|              | Rapport |         |           | Arbitrage : Menashe Masiah | Arbitrage : Menashe Masiah |

| 26 mars 2011 | Arménie | 0 – 0 | Russie |                           |
|              |         |       |        | Arbitrage : Craig Thomson |
|              | Rapport |       |        |                           |

| 6e journée            | Russie                            | 3 – 1   | Arménie      |                             |                             |
| 4 juin 2011 17:00 HEC | Pavlioutchenko 26e 59e 73e (pen.) | (1 - 1) | Pizzelli 25e | Arbitrage : Stéphane Lannoy | Arbitrage : Stéphane Lannoy |
| 4 juin 2011 17:00 HEC | Rapport                           |         |              | Arbitrage : Stéphane Lannoy | Arbitrage : Stéphane Lannoy |

| 4 juin 2011 | Slovaquie  | 1 – 0   | Andorre |                           |                           |
| 20:15 HEC   | Karhan 63e | (0 - 0) |         | Arbitrage : Lorenc Jimeni | Arbitrage : Lorenc Jimeni |
| 20:15 HEC   | Rapport    |         |         | Arbitrage : Lorenc Jimeni | Arbitrage : Lorenc Jimeni |

| 4 juin 2011 | Macédoine | 0 – 2   | République d'Irlande |                           |                           |
|             |           | (0 - 2) | Keane 7e 37e         | Arbitrage : Florian Meyer | Arbitrage : Florian Meyer |
|             | Rapport   |         |                      | Arbitrage : Florian Meyer | Arbitrage : Florian Meyer |

| 7e journée                 | République d'Irlande | 0 – 0   | Slovaquie | Dublin Arena, Dublin      |                           |
| 2 septembre 2011 20:45 HEC |                      | (0 - 0) |           | Arbitrage : Pedro Proença | Arbitrage : Pedro Proença |
| 2 septembre 2011 20:45 HEC | Rapport              |         |           | Arbitrage : Pedro Proença | Arbitrage : Pedro Proença |

| 2 septembre 2011 | Andorre | 0 – 3   | Arménie                                         |                                                                                   |                                                                                   |
| 18:00 HEC        |         | (0 – 1) | Pizzelli 35e · Ghazaryan 75e · Mkhitaryan 90+2e | Spectateurs : Estadi Comunal, Andorre-la-Vieille Arbitrage : Alexander Kostadinov | Spectateurs : Estadi Comunal, Andorre-la-Vieille Arbitrage : Alexander Kostadinov |
| 18:00 HEC        | Rapport |         |                                                 | Spectateurs : Estadi Comunal, Andorre-la-Vieille Arbitrage : Alexander Kostadinov | Spectateurs : Estadi Comunal, Andorre-la-Vieille Arbitrage : Alexander Kostadinov |

| 2 septembre 2011 | Russie      | 1 – 0   | Macédoine | Luzhniki Stadion, Moscou    |                             |
| 18:00 HEC        | Semchov 41e | (1 – 0) |           | Arbitrage : Bülent Yıldırım | Arbitrage : Bülent Yıldırım |
| 18:00 HEC        | Rapport     |         |           | Arbitrage : Bülent Yıldırım | Arbitrage : Bülent Yıldırım |

| 8e journée       | Russie  | 0 – 0 | République d'Irlande | Luzhniki Stadion, Moscou |                         |
| 6 septembre 2011 |         |       |                      | Arbitrage : Felix Brych  | Arbitrage : Felix Brych |
| 6 septembre 2011 | Rapport |       |                      | Arbitrage : Felix Brych  | Arbitrage : Felix Brych |

| 6 septembre 2011 | Slovaquie | 0 – 4   | Arménie                                                         | Štadión MŠK Žilina, Žilina |                           |
|                  |           | (0 - 0) | Movsisyan 57e · Mkhitaryan 70e · Ghazaryan 80e · Sarkisov 90+1e | Arbitrage : Marcin Borski  | Arbitrage : Marcin Borski |
|                  | Rapport   |         |                                                                 | Arbitrage : Marcin Borski  | Arbitrage : Marcin Borski |

| 6 septembre 2011 | Macédoine     | 1 – 0   | Andorre | National Arena Filip II Macedonian, Skopje |                                |
|                  | Ivanovski 59e | (0 – 0) |         | Arbitrage : Mark Steven Whitby             | Arbitrage : Mark Steven Whitby |
|                  | Rapport       |         |         | Arbitrage : Mark Steven Whitby             | Arbitrage : Mark Steven Whitby |

| 9e journée     | Arménie                                                        | 4 – 1   | Macédoine |                                  |                                  |
| 7 octobre 2011 | Pizzelli 28e · Mkhitaryan 34e · Ghazaryan 69e · Sarkisov 9+10e | (2 - 0) | Sikov 86e | Arbitrage : Robert Schörgenhofer | Arbitrage : Robert Schörgenhofer |
| 7 octobre 2011 | Rapport                                                        |         |           | Arbitrage : Robert Schörgenhofer | Arbitrage : Robert Schörgenhofer |

| 7 octobre 2011 | Andorre | 0 – 2   | République d'Irlande   |                           |                           |
|                |         | (0 - 2) | Doyle 8e · McGeady 20e | Arbitrage : Libor Kovařik | Arbitrage : Libor Kovařik |
|                | Rapport |         |                        | Arbitrage : Libor Kovařik | Arbitrage : Libor Kovařik |

| 7 octobre 2011 | Slovaquie | 0 – 1   | Russie       |                            |                            |
|                |           | (0 - 0) | Dzagoïev 71e | Arbitrage : Jonas Eriksson | Arbitrage : Jonas Eriksson |
|                | Rapport   |         |              | Arbitrage : Jonas Eriksson | Arbitrage : Jonas Eriksson |

| 10e journée     | République d'Irlande             | 2 – 1   | Arménie        |                                        |                                        |
| 11 octobre 2011 | Aleksanyan 43e (csc) · Dunne 59e | (1 - 0) | Mkhitaryan 62e | Arbitrage : Eduardo Iturralde González | Arbitrage : Eduardo Iturralde González |
| 11 octobre 2011 | Rapport                          |         |                | Arbitrage : Eduardo Iturralde González | Arbitrage : Eduardo Iturralde González |

| 11 octobre 2011 | Russie                                                                                       | 6 – 0   | Andorre |                        |                        |
|                 | Dzagoïev 5e 44e · Ignacheviych 26e · Pavlioutchenko 30e · Glouchakov 59e · Bilialetdinov 78e | (4 - 0) |         | Arbitrage : Eli Hacmon | Arbitrage : Eli Hacmon |
|                 | Rapport                                                                                      |         |         | Arbitrage : Eli Hacmon | Arbitrage : Eli Hacmon |

| 11 octobre 2011 | Macédoine   | 1 – 1   | Slovaquie   |                          |                          |
|                 | Noveski 79e | (0 - 0) | Piroska 54e | Arbitrage : Tony Chapron | Arbitrage : Tony Chapron |
|                 | Rapport     |         |             | Arbitrage : Tony Chapron | Arbitrage : Tony Chapron |

## Buteurs
| Pos | Joueur                  | Pays                 | Buts |
| --- | ----------------------- | -------------------- | ---- |
| 1   | Henrikh Mkhitaryan      | Arménie              | 6    |
| 2   | Gevorg Ghazaryan        | Arménie              | 5    |
| 2   | Robbie Keane            | République d'Irlande | 5    |
| 4   | Yura Movsisyan          | Arménie              | 4    |
| 4   | Marcos Pizzelli         | Arménie              | 4    |
| 4   | Alan Dzagoïev           | Russie               | 4    |
| 4   | Roman Pavlioutchenko    | Russie               | 4    |
| 8   | Artur Sarkisov          | Arménie              | 2    |
| 8   | Kevin Doyle             | République d'Irlande | 2    |
| 8   | Aiden McGeady           | République d'Irlande | 2    |
| 8   | Ilčo Naumoski           | Macédoine            | 2    |
| 8   | Vanče Šikov             | Macédoine            | 2    |
| 8   | Alexandre Kerjakov      | Russie               | 2    |
| 8   | Pavel Pogrebniak        | Russie               | 2    |
| 15  | Cristian Martínez Alejo | Andorre              | 1    |
| 15  | Edgar Manucharyan       | Arménie              | 1    |
| 15  | Richard Dunne           | République d'Irlande | 1    |
| 15  | Keith Fahey             | République d'Irlande | 1    |
| 15  | Kevin Kilbane           | République d'Irlande | 1    |
| 15  | Shane Long              | République d'Irlande | 1    |
| 15  | Seán St Ledger          | République d'Irlande | 1    |
| 15  | Mario Ǵurovski          | Macédoine            | 1    |
| 15  | Mirko Ivanovski         | Macédoine            | 1    |
| 15  | Nikolce Noveski         | Macédoine            | 1    |
| 15  | Ivan Trickovski         | Macédoine            | 1    |
| 15  | Diniar Bilialetdinov    | Russie               | 1    |
| 15  | Roman Chirokov          | Russie               | 1    |
| 15  | Denis Glouchakov        | Russie               | 1    |
| 15  | Sergueï Ignachevitch    | Russie               | 1    |
| 15  | Igor Semchov            | Russie               | 1    |
| 15  | Ján Ďurica              | Slovaquie            | 1    |
| 15  | Filip Hološko           | Slovaquie            | 1    |
| 15  | Miroslav Karhan         | Slovaquie            | 1    |
| 15  | Juraj Piroska           | Slovaquie            | 1    |
| 15  | Filip Šebo              | Slovaquie            | 1    |
| 15  | Miroslav Stoch          | Slovaquie            | 1    |
| 15  | Vladimir Weiss          | Slovaquie            | 1    |

Buteur contre son camp :
| Joueur            | Pays                                | Buts csc |
| ----------------- | ----------------------------------- | -------- |
| Valeri Aleksanyan | Arménie (pour République d'Irlande) | 1        |